# Collection Repères
 (avril 2022).
La Collection « Repères » est une collection éditant des synthèses dans le domaine des sciences économiques et sociales. Cette collection a été créée en 1983 par les Éditions La Découverte. Plus de 750 titres sont parus sous ce label. Chaque année, environ 20 nouveautés viennent compléter cette collection, 10 ouvrages sont réédités et près de 80 000 volumes sont vendus[réf. nécessaire].  

## Histoire et fonctionnement
La collection « Repères » a été créée en 1983 par Olivier Pastré et Michel Freyssenet. Elle a ensuite été dirigée par Jean-Paul Piriou de 1987 à 2004. Pascal Combemale est le directeur de publication depuis 2004, avec la collaboration de plusieurs universitaires dont Serge Audier, Stéphane Beaud, André Cartapanis, Bernard Colasse, Jean-Paul Deléage, Claire Lemercier ou encore Claire Zalc[source secondaire nécessaire].
La collection fonctionne comme une revue scientifique : la publication de chaque ouvrage, encadrée par le comité éditorial, fait appel à l’expertise de plusieurs rapporteurs[source secondaire nécessaire].

## Catalogue

### Repères poche
La collection « Repères » propose des ouvrages dans un format poche de 128 pages (l'ensemble des titres publiés dans cette collection sont par ailleurs disponibles en version numérique sur le portail Cairn.info). 
Plusieurs séries thématiques ont été créées sous le label « Repères » : L’économie mondiale (depuis 1994, en partenariat avec le CEPII), L’économie française (depuis 1995, en partenariat avec l'OFCE), L’économie européenne (depuis 2016) et L’économie africaine (depuis 2020, en partenariat avec l'AFD[source secondaire nécessaire]), ouvrages actualisés chaque année, L’état des entreprises/L’état du management (depuis 2009) ainsi qu’une série d’ouvrages consacrés à l’histoire de l’Algérie (Histoire de l’Algérie coloniale[source secondaire nécessaire], Histoire de la guerre d’Algérie, Histoire de l’Algérie depuis l’indépendance de Benjamin Stora[source secondaire nécessaire] et une série consacrée à la sociologie des villes, proposant des analyses pluridisciplinaires sur des villes françaises (Sociologie de Paris de Michel Pinçon et Monique Pinçon-Charlot[source secondaire nécessaire], a inauguré la série en 2004) et étrangères (depuis 2014).
La collection s’est progressivement ouverte à différentes disciplines, de l’économie-gestion (avec par exemple L’économie des inégalités de Thomas Piketty) à la sociologie-anthropologie, en passant par l’histoire, les sciences politiques, le droit, la philosophie, l’écologie et la géopolitique[source secondaire nécessaire]. Le label a donné naissance au fil des ans à quatre autres types d’ouvrages spécifiques, de format et de volume plus importants[source secondaire nécessaire].

### Grands Repères / Guides
Les « Grands Repères / Guides » sont destinés aux étudiants, dans le but de leur proposer des outils pour mener à bien leurs travaux universitaires. Ces guides ont pour vocation d’aider à la préparation et à la rédaction d’une thèse ou d’un mémoire (L’art de la thèse de Michel Beaud), à la conduite d’une enquête de terrain (Guide de l’enquête de terrain de Stéphane Beaud et Florence Weber, Les ficelles du métier d'Howard Becker…), à la réalisation d’un stage en entreprise, à l’analyse des images, et à bien d’autres situations concrètes auxquelles les publics étudiants sont confrontés au cours de leurs études supérieures[source secondaire nécessaire].

### Grands Repères / Dictionnaires
Le label « Repères » a donné lieu à plusieurs dictionnaires : le Dictionnaire d’analyse économique de Bernard Guerrien et Ozgur Gün, le Dictionnaire de gestion de Elie Cohen, le Dictionnaire de comptabilité de Bernard Colasse et le Lexique de sciences économiques et sociales de Jean-Paul Piriou, mis à jour et complété par Denis Clerc en 2011[source secondaire nécessaire].

### Grands Repères / Classiques des sciences sociales
La collection « Repères » a aussi vocation à accueillir, depuis 2006, des textes classiques des sciences sociales qui ne sont pas disponibles dans un format lisible et accessible. Ce projet éditorial s’articule autour de deux axes : la réédition et/ou la traduction de livres de référence et la publication de recueils de textes (extraits d’ouvrages, articles parus dans des revues scientifiques…) faisant autorité, regroupés par auteurs ou par thèmes. Ces textes sont systématiquement présentés, contextualisés et annotés par des spécialistes contemporains. Trois ouvrages ont été publiés dans ce format : Un sociologue à l’usine de Donald Roy, Invitation à la sociologie de Peter L. Berger et La formation du couple de Michel Bozon et François Héran. 